# Hero Elementary
Hero Elementary este un serial de televiziune animat canadiano-american creat de Carol-Lynn Parente și Christine Ferraro și produs de Twin Cities PBS, Portfolio Entertainment și PBS Kids.

## Premiză
Seria implică diverși studenți ai „echipajului Sparks” - Lucita Sky, AJ Gadgets, Sara Snap și Benny Bubbles, care sunt instruiți în super-eroi de profesorul lor curios și entuziast, Mr. Sparks. Împreună, elevii lucrează în echipă, folosind propriile lor superputeri, precum și „Superputeri ale științei” pentru a ajuta oamenii, a rezolva problemele și a încerca să facă lumea un loc mai bun. Serialul a fost produs pentru 40 de episoade de jumătate de oră, fiecare conținând două segmente fiecare.

## Broadcast
- PBS Kids
- Minimax (televiziune)

## Distribuție
- Veronica Hortiguela ca Lucita Sky
- Jadiel Dowlin ca AJ Gadgets
- Stephany Seki ca Sara Snap
- Stacey DePass ca Benny Bubbles
- Carlos Diaz ca Mr. Sparks